# Sidi Yahya

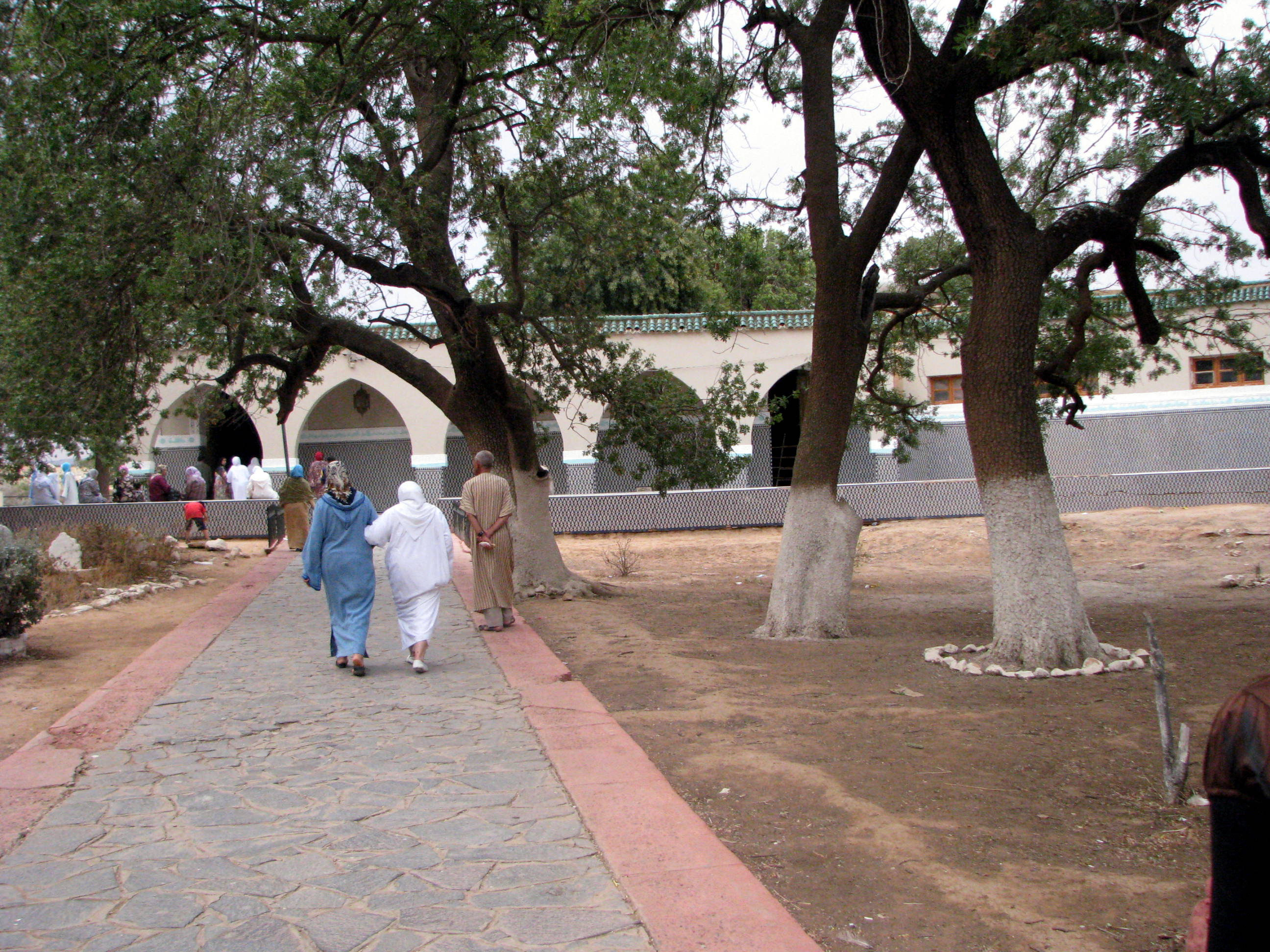
Entrée au mausolée de Sidi Yahya

Sidi Yahia est un district de la ville de Oujda. Il est composé de plusieurs hameaux : village Jdid, village Najd, Hay El-Bassatine, etc.

## Histoire
Sidi Yahia Benyounès, le patron d’Oujda, jadis connu sous le nom de "Al Mokhfi", est un saint  chez les musulmans. Il serait également honoré par les juifs. Pour tous, c’est le Saint Jean de la Bible qui aurait prédit la venue au monde de Jésus-Christ. Son lieu de sépulture n’est pas certain : les uns prétendent qu’il est enterré sous les grands arbres recouverts de chiffons, les autres dans le marabout où l’on sacrifie les animaux.
Dans son voisinage se trouvent : La tombe de Bou Chikhi, abritée par un arbre, qui aurait la vertu de faire disparaître les douleurs des reins, la koubba de Sidi Taleb, Les Khalouas de Moulay Abdel  El Kader et de Sidi Bou Médine, sous d’énormes troncs de palmier, Le puits d’où Sidi Yahia tirait, dit la légende, son eau de boisson avant le jaillissement des sources.
Un moussem lui est consacré chaque fin d'été.

Anciennes cartes postales
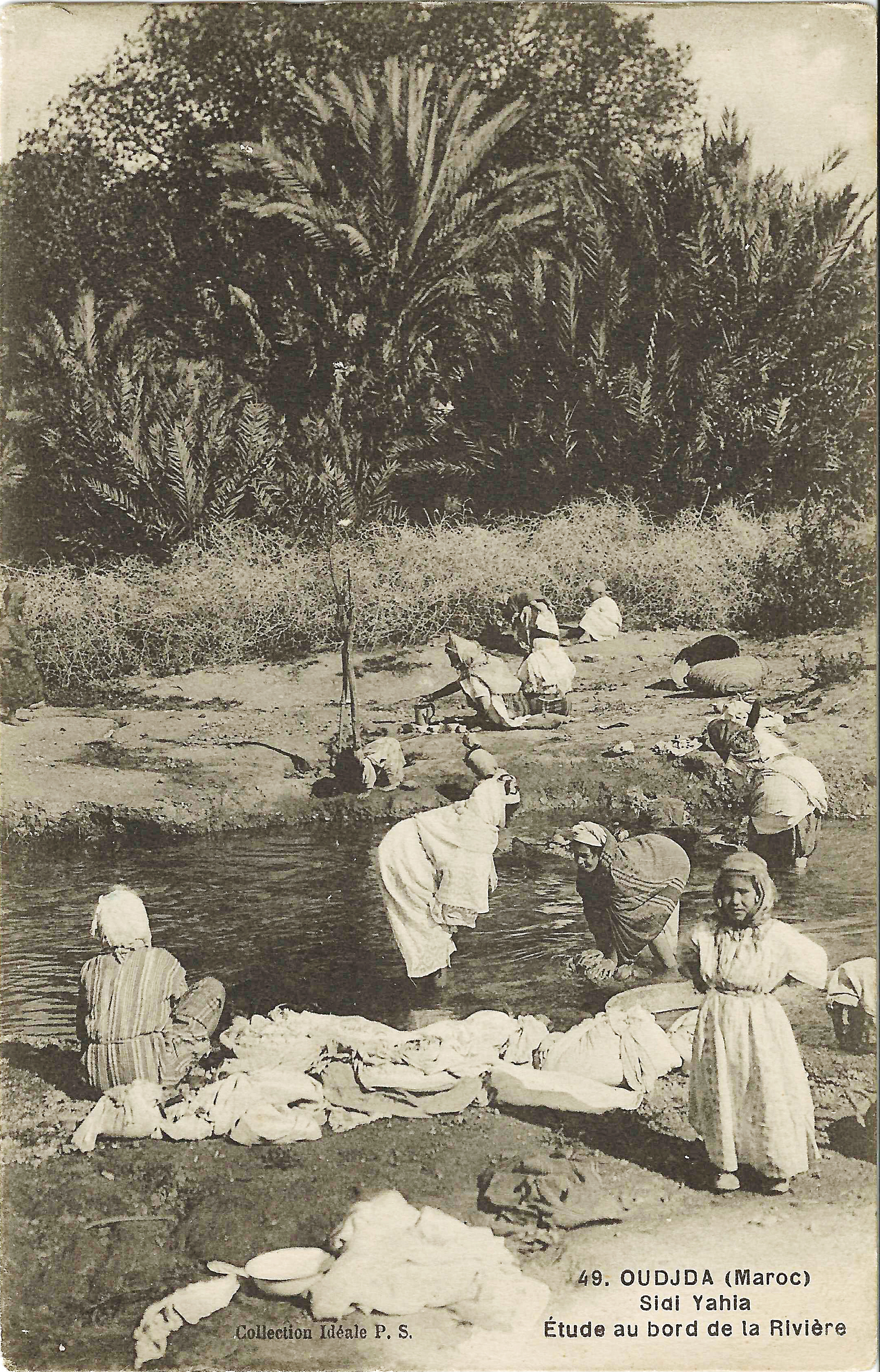
Étude au bord de la rivière.
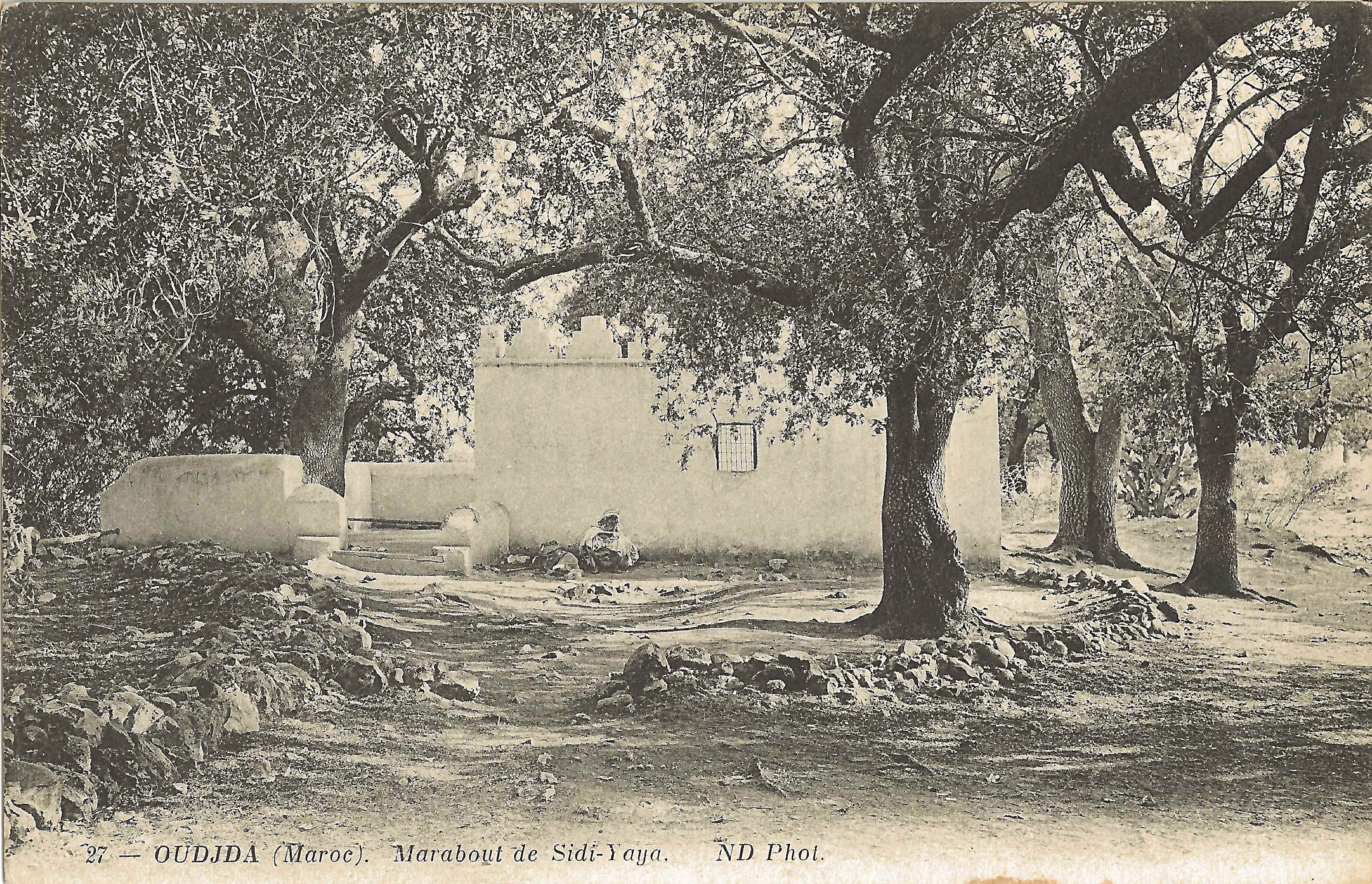
Sidi-Yahia à Oujda.

## Géographie
Tout au long de l’oasis s’étend la plaine des Angad, d’aspect désertique, limitée au Nord par les monts des Beni Snassene, au Sud-est par les monts des Beni Bout Saïd, au sud-ouest par les monts des Zergaoui